# 我們的少年時代
『我們的少年時代』（簡体字: 我们的少年时代、繁体字: 我們的少年時代、拼音: Wǒmén de Shàonián Shídài、英語: Our Boyhood）は、2017年夏、中国湖南テレビに放送されたテレビドラマ。月亮島中学野球部「小熊隊」という弱いチームを強くする少年たちの青春物語。主演はアイドルグループのTFBOYS。日本未公開。

## あらすじ
月亮島中学高等部一年生・班小松は野球に熱中している少年で、野球部「小熊隊」チームのキャプテンを務めている。しかし、監督・陶西先生をはじめ、部員たちがやる気がないため、練習も試合もうまくやっていない。高校入学後の試合で、強豪校の中加学院高等部の「銀鷹隊」にボロボロに負け、野球部が解散されてしまう。そんな中、中加のエース投手、天才と呼ばれる鄔童がいきなり月亮島に転校し、班小松のクラスメイトになる。班小松は野球部再建の希望に燃え、協力してもらえるように鄔童に猛アタック。プライドが高い鄔童は班小松に散々皮肉や当てこすりを言い続ける。それに気にしないで、班小松は周りに新しい部員を集め始める。
班小松と同じクラスの尹柯は「野球をやらない」と断わったが、実際は鄔童と同じ中加中等部出身であり、黄金コンビと呼ばれるチームメイトであった。かつて親友だったり、二人は高等部に入っても一緒に野球をやる約束をした。だが、尹柯は約束を守れなかった。鄔童は裏切れたと思ってしまい、尹柯を責め続ける。再会してからの二人も誤解が深く、口論が多い。実力のある二人をチームメイトにする機会を失わないよう、班小松は必死である。
一方、学校の理事会から任命された新しい教頭先生・安謐は、野球部の再建を反対し、「小熊隊」を邪魔し続ける。
鄔童、班小松、尹柯を中心に、「小熊隊」の少年たちは全国優勝に目指すこととなった。

## 登場人物

### 主人公
鄔童（ウー・トン）
演 - 王俊凱（ワン・ジュンカイ）
1年6組。投手、背番号1。
中加学院中等部出身。元々は中加学院高等部「銀鷹隊」のエース投手。校則違反の疑惑で中加から月亮島中学高等部に転校し、班小松と尹柯のクラスメイトになる。最初は野球部を再建するために一生懸命な班小松を見下ろしたが、どうしても諦めない彼の姿を見てから真剣に野球部の再建に協力する。中学時代は尹柯と一緒に中加高等部に入る約束したが、尹柯は事情があって約束を守れなかった。鄔童は理由を知らないまま、ずっと許さなかった。
母親が病気で死んでいたが、父親から真相を隠されている。母は仕事ばかりな父に心が冷めたから離婚したと信じている。そのため、父との関係がうまくいっていない。母が唯一残したMP3を宝物にしている。
性格は少々辛辣で行動力がある熱い少年。思わず口にする癖があって、心は優しくても言葉にうまくできないツンデレ屋。班小松と尹柯に対して素直になれない時が多い。態度が悪く見えても友達思いがある。
班小松（バン・シァォソン）
演 - 王源（ワン・ユエン）
1年6組。キャプテン、背番号7。
高校最初の試合で鄔童が率いた「銀鷹隊」に惨敗してしまう。野球部が解散されてから再建するために必死である。
実家は「ホームラン」というラーメン屋。野球に捧げる熱情は元野球選手の父からの影響。鄔童と尹柯と違って、親子関係がよく、いつも両親に支えてもらっている。家族愛が溢れる家庭に育てられ天真爛漫で正義感が強い。野球のためになんでもする。諦めない性格である。ボロボロにされても悔しさをエネルギーやモチベーションに変えるのが早い。
尹柯（イン・クェ゛ァ）
演 - 易烊千璽（イー・ヤンチェンシー）
1年6組。捕手、背番号11。
中加学院中等部出身。成績が上位な優等生。中学時代に鄔童の最強パートナーだったが、母に部活を否定され強制退部をされた。高校受験の時、海外留学に行かされない条件は「野球を辞める」「野球部が弱い月亮島に入学する」だった。そのため、中学最後の試合にも中加高等部にも行けず、鄔童との約束を破ってしまった。野球をやりたくないよう見せるが、気持ちを抑えているだけで、未練がある。中学のチームメイトたちとお揃いのミニグローブキーホルダーを大切にしている。
雰囲気の重い家庭に育てられ、よくストレスに感じる。野球を辞められた上に、性格も内向的で沈鬱になってしまう。常に紳士のように周りに微笑みながら優しくするが、腹黒いツッコミ役でもある。趣味は絵描き。

### 月亮島中学

#### 野球部「小熊隊」
陶西（タオ・シー）
演 - 薛之謙
熊ちゃんチームの監督で後に1年6組の担任教師を兼任。担当科目は体育。常にサボり気味で「ダメ教師」と呼ばれている。いつもユーモアがあって、のんびりしている。野球が下手そうに見せるが、過去天才投手と呼ばれた実力が持っている。怪我のせいで試合に出られなくなり、野球への趣味を隠している。いつも無関心そうだが、学生たちをちゃんと見つめて守っている。
大手グループの会長の息子でいわゆる御曹司。亡くなった友達・余輝の代わりに娘さんの果果の世話をしている。果果とは親子のように親しい。果果が母に海外に連れて行かれて独りぼっちになってから、だんだん安謐に惹かれていく。
栗梓（リー・ズー）
演 - 張子楓
1年6組。マネージャー。班小松と小学時代からずっと同じ学校の幼馴染み。爽やかで明るいな性格。尹柯のことを「優しい」「折目高だ」と評価し憧れている。
薛鐵（シュェ・ティェ）
演 - 劉俊昊
1年6組。同級生からいじめを受けている。主人公たちの助けによっていじめから解放され同級生たちと仲良くなっていく。眼力がよく、鄔童の投球の弱点をたまたま見つける。
譚耀耀（シュェ・ティェ）
演 - 孫錫堃
1年6組。たまたま陶西先生がボールをキャッチしたところを見てしまう。焦耳の親友。
陸通（ルー・トン）
演 - 李俊濠
1年4組。ナルシストで鄔童にライバル意識が強い。
張誠（ヂャン・チォン）
演 - 馬嘉銘
1年6組。
焦耳（ジャオ・ェ゛ァー）
演 - 李小胖
1年6組。元教頭先生・焦安の息子。情報が早くて同級生に「情報屋さん」と呼ばれる。
馮程程（フォン・チォンチォン）
演 - 丁程鑫
野球部で唯一中等部の生徒。主人公たちに「脳回路が不思議な後輩ちゃん」と呼ばれる。

#### 野球部応援団
沙婉（シャ・ワン）
演 - 宋祖児
1年6組。学級委員で優等生。郁風のファンだが、周りに言えない。鄔童から励ましてもらい、勇気を持って郁風へ気持ちを伝える。
唐緹（タン・ティ）
演 - 楊肸子
1年6組の転校生。ロリータ・ファッションが好き。李珍瑪からいじめを受ける。主人公の協力でロリータランウェイを開催。
李珍瑪（リー・ヂェンマー）
演 - 王陳怡嫻
1年6組。お嬢様でクラスの姉御みたいな人物。唐緹を苛めさせる。
茵茵（インイン）
演 - 徐欣然
菲菲（フェイフェイ）
演 - 胡安琪

#### 他の学生
郁風（ユー・フォン）
演 - 蔡乙嘉
小さい頃でデビューし有名人になっている生徒。バラエティの収録がきっかけで一ヶ月だけ月亮島で学生生活をする。

#### 教員
安謐（アン・ミィ）
演 - 李小璐
月亮島の経費問題がきっかけで理事会から任命された新しい教師。担当科目は国語。若くして優秀である。元教頭先生の焦安に不満で自分が教頭先生を務めることを一存で決める。常に短気で怒りっぽい顔をしている。学生に対して非常に厳しい。就任する時、たまたま陶西の隣の部屋に引っ越しした。陶西と付き合う日々の中、彼に惹かれていく。
白舟（バイ・ヂョウ）
演 - 唐禹哲
1年6組の担任教師から一年学年主任になる。担当科目は国語。優しいイケメン先生。陶西の大親友で、どれぐらい厄介な状況があって、問題が起きても、彼に付き合ってあげる。
焦安（ジャオ・アン）
演 - 李世鵬
元教頭先生で焦耳の父親。安謐が来てから教頭の職位を奪われ後勤部主任になる。タイトルに拘って「公共事務主任」と自称する。

### 学生たちの家族
班小松の父親
演 - 潘粤明
元野球選手。「ホームラン」ラーメン屋の大将。
班小松の母親
演 - 王一楠
「ホームラン」ラーメン屋の女将。
鄔童の父親
演 - 万欣
会社「佳興世尊」の社長。仕事ばかりな上、息子に内緒しながら妻の看病をしたから、息子との距離がだんだん遠くなっていく。息子に妻の死の真相を暴く方法を見つけなく、隠したまま、親子関係が緊張している。
尹柯の父親
演 - 郝平
コラムニスト。妻より息子に優しくしている。
尹柯の母親
演 - 熊暁雯
バレエダンス教師。息子の人生を支配するぐらい厳しくしている。陶西の説得で少し心を緩める。自分がステージから落ちるハプニングがあってから、息子をサポートできるようになる。

### 陶西の関係者
果果（グゥォグゥォ）
演 - 張婉児
陶西の友達・余輝の娘。実母から陶西に世話を頼んでいる。陶西と二人暮らし。主人公たちに可愛がられる。後に実母に連れ行かされ海外に移住。
夏緑（シァ・リュ）
演 - 李菲児
果果が通っている幼稚園の先生。陶西に好かれるが、実は彼氏がいる。
竇小璇（ドウ・シァォシュェン）
演 - 程硯荻（旧芸名：程硯秋）
陶西の元カノで社長令嬢。陶西との復縁を望みながらアメリカから帰国。安謐に傷つけても目的を達成しようにする。
陶宇（タオ・ユー）
演 - 章申
陶西の父親。華宇グループの会長で月亮島高校の理事になる。安謐の上司。

### 中加学院高等部
邢姍姍（シン・シャンシャン）
演 - 鄧恩熙
中加高等部野球部のマネージャー兼応援団団長。鄔童のことが好き。鄔童にアメリカに研修しに行くと説得しようとする。
江狄（ジィァン・ディ）
演 - 都金翰
中加高等部野球部の捕手。鄔童の中加高等部時代のチームメイト。鄔童の実力に嫉妬し彼を陥れる。それが原因で鄔童が転向される。

### 他の登場人物
安謐の母親
演 - 黄愛玲
白舟の父親の友人。陶西が気に入る。
白舟の父親
演 - 王崗
安謐の母親の友人。
王秘書
演 - 閆子滔
鄔童の父親の秘書。

## 主題歌

### テーマ曲
「信仰の名」
作詞・作曲は冷子夕、歌はTFBOYS。

### オープニングテーマ
「加油！AMIGO」
作詞は王韻韻、作曲は劉佳、歌はTFBOYS。

### エンディングテーマ
「我害怕」
第1話から第20話まで使用。作詞・作曲・歌は薛之謙。
「蛍火」
第21話から最終話まで使用。作詞・作曲はTae Mu & Jay、歌はTFBOYS。

### 劇中歌
「陽光不銹」
作詞は徐若風 & 王源、作曲は徐若風、歌は王源。
「You are My Sunshine」
作詞は劉恩汛、作曲は林徳龍、歌は方圓。
「再見安打」
作詞は唐恬、作曲は林徳龍、歌は唐禹哲。
「是你」
作詞は藍小邪、作曲はUrban Cla6ix、歌はTFBOYS。

## スタッフ
- 監督 - 成志超、戴小哲
- 脚本 - 柴靖傑、蘆思朦、顔楨
- 撮影協力 - 長沙市、長郡月亮島学校
- チーフプロデューサー - 郭敬明
- プロデューサー - 王柯、柳紅霞、王維
- 製作 - 湖南テレビ、マンゴーエンターテインメント、TFエンターテインメント、上象星作影視

## 配信
動画配信サービスiQIYI、Tencentなどで配信されている。